# 巴西隆纪念桥
巴西隆纪念桥（英語：Basilone Memorial Bridge）是美國紐澤西收費高速公路（95号州际公路新泽西段）跨越拉里坦河的桥梁，连接了北边的爱迪生与南边的新布朗斯维克。
此桥随着高速公路在1951年开通，并以美國海軍陸戰隊陣亡隊員約翰·巴西隆的姓氏命名。約翰·巴西隆是第二次世界大战荣誉勋章获得者，在附近的新泽西州拉里坦长大。